# Illtal
Illtal (Elsässisch: Ìlltàl) ist eine französische Gemeinde mit 1223 Einwohnern (Stand: 2022) im Département Haut-Rhin in der Region Grand Est. Sie gehört zum Arrondissement Altkirch und ist Mitglied im Gemeindeverband Communauté de communes Sundgau.
Die Gemeinde entstand mit Wirkung vom 1. Januar 2016 als Commune nouvelle durch die Zusammenlegung der bisherigen Gemeinden Grentzingen, Henflingen und Oberdorf, die fortan den Status von Communes déléguées besitzen. Der Verwaltungssitz befindet sich in Oberdorf.

## Gemeindegliederung
| Commune déléguée           | Ehemaliger INSEE-Code | PLZ   | Fläche (km²) | Einwohnerzahl (2020) |
| -------------------------- | --------------------- | ----- | ------------ | -------------------- |
| Oberdorf (Verwaltungssitz) | 68240                 | 68960 | 4,13         | 549                  |
| Grentzingen                | 68108                 | 68960 | 5,18         | 529                  |
| Henflingen                 | 68133                 | 68960 | 2,65         | 191                  |

## Geografie
Illtal liegt im Sundgau im Süden des Départements, etwa 12 Kilometer nördlich der Schweizer Grenze, etwa acht Kilometer südöstlich von Altkirch und etwa 21 Kilometer südsüdwestlich von Mülhausen entfernt. Die Ill, ein Nebenfluss des Rheins, durchquert das Gemeindegebiet von Südost nach Nordwest. Weitere Nebenflüsse der Ill entwässern das Gebiet der Gemeinde: der zeitweise trockenfallende Falkengraben, der Geischbach, der Ruettenengraben, der Himbach und der zeitweise trockenfallende Muehlenbach an der Grenze zur Nachbargemeinde Bettendorf.
Umgeben wird Culoz-Béon von den zehn Nachbargemeinden:
| Bettendorf |                                             | Willer      |
| Ruederbach | Kompassrose, die auf Nachbargemeinden zeigt | Steinsoultz |
| Feldbach   | Riespach                                    | Waldighofen |

## Bevölkerungsverteilung und -entwicklung

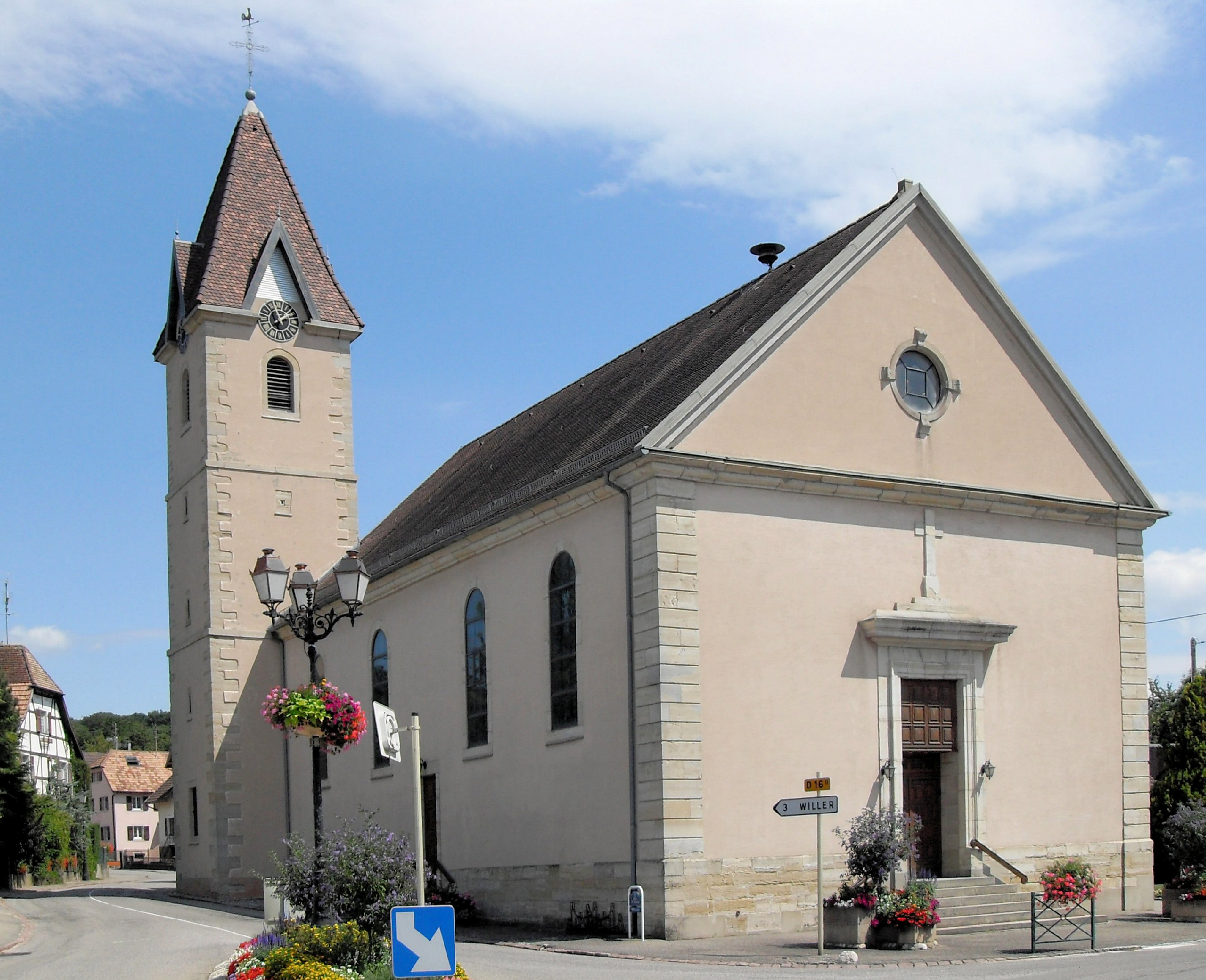
Kirche Saint-Martin

| Ortsteil       | ehemaliger INSEE-Code | Fläche (km²) | Höhenlage (m) | Einwohnerzahlen (Census) | Einwohnerzahlen (Census) | Einwohnerzahlen (Census) | Einwohnerzahlen (Census) | Einwohnerzahlen (Census) | Einwohnerzahlen (Census) | Einwohnerzahlen (Census) | Einwohnerzahlen (Census) | Einwohnerzahlen (Census) | Einwohnerzahlen (Census) | Einwohnerzahlen (Census) |
| Ortsteil       | ehemaliger INSEE-Code | Fläche (km²) | Höhenlage (m) | 1962                     | 1968                     | 1975                     | 1982                     | 1990                     | 1999                     | 2006 1                   | 2008 2                   | 2011 1                   | 2013 2                   | 2016 3                   |
| -------------- | --------------------- | ------------ | ------------- | ------------------------ | ------------------------ | ------------------------ | ------------------------ | ------------------------ | ------------------------ | ------------------------ | ------------------------ | ------------------------ | ------------------------ | ------------------------ |
| Grentzingen000 | 68108                 | 5,18         | 334–426       | 517                      | 512                      | 497                      | 501                      | 515                      | 529                      | 552                      | 546                      | 543                      | 553                      | 574                      |
| Henflingen     | 68133                 | 2,65         | 329–419       | 126                      | 116                      | 121                      | 130                      | 135                      | 173                      | 186                      | 193                      | 201                      | 210                      | 224                      |
| Oberdorf       | 68240                 | 4,13         | 339–436       | 427                      | 423                      | 449                      | 457                      | 513                      | 568                      | 556                      | 563                      | 575                      | 596                      | 605                      |
| Illtal         | 68240                 | 11,96        |               | 1070                     | 1051                     | 1067                     | 1088                     | 1163                     | 1270                     | 1294                     | 1302                     | 1319                     | 1359                     | 1403                     |

RP: Recensement de la population (Volkszählung, Census)

Die (Gesamt-)Einwohnerzahlen der Gemeinde Illtal wurden durch Addition der einzelnen Ortsteile, d. h. der ehemaligen selbständigen Gemeinden ermittelt.

## Sehenswürdigkeiten
- Kirche Saint-Martin in Grentzingen, ein Neubau aus dem späten 18. Jahrhundert

## Bildung
Die Gemeinde verfügt über eine öffentliche Grundschule (École élémentaire).

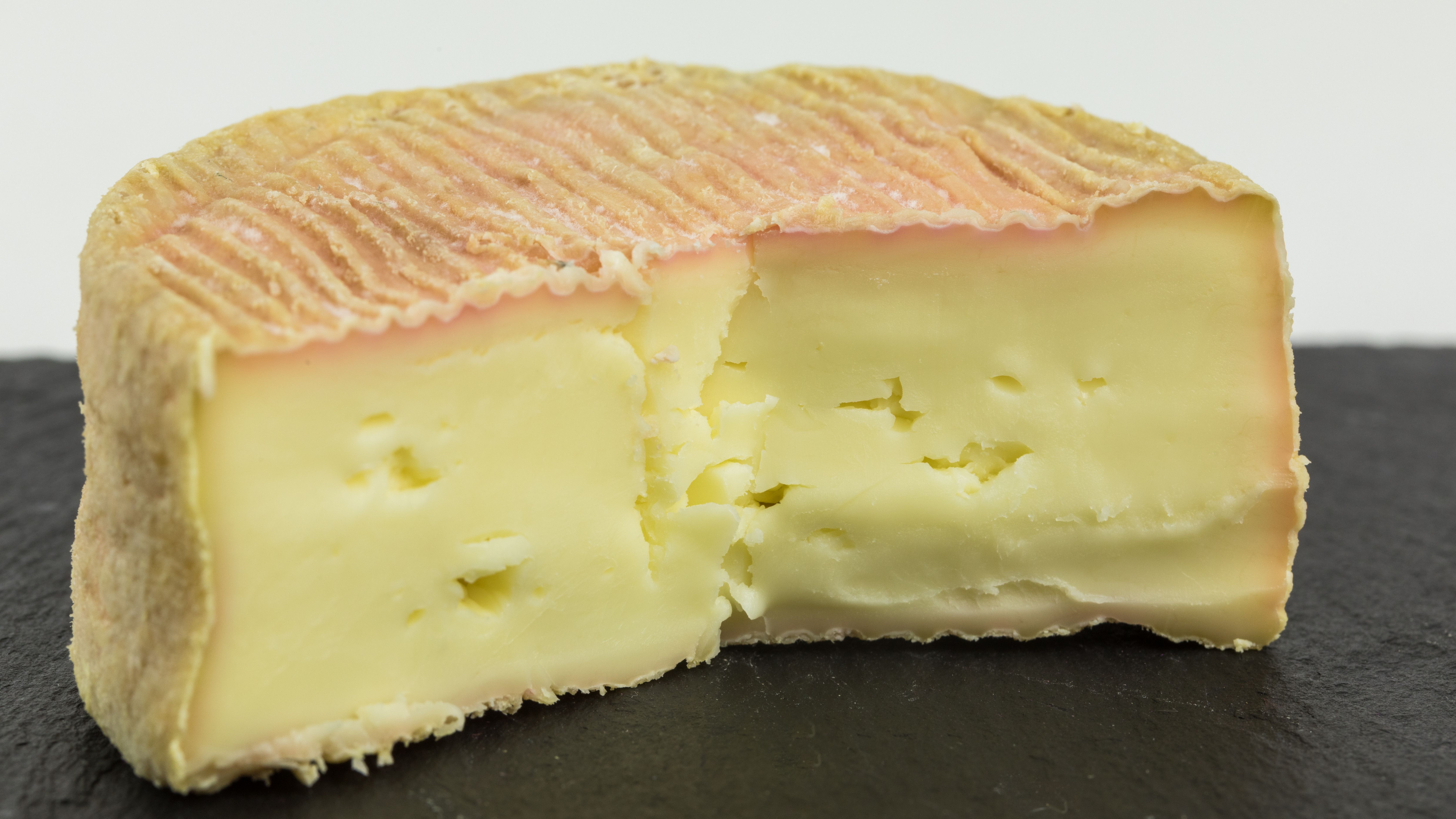
Petit Munster

## Wirtschaft
Illtal liegt in der Zone AOC des Munster, eines Weichkäsees.

## Verkehr
Illtal liegt relativ fernab von größeren Verkehrsachsen. Die Departementsstraße 98 verläuft parallel zur Ill, verbindet die Ortsteile miteinander und die Gemeinde im Nordwesten mit Hirsingue über Bettendorf, im Süden mit Waldighofen. Lokale Land- und Departementsstraßen führen in die anderen Nachbargemeinden.